# カゼルタ＝アヴェルサ線
カゼルタ＝アヴェルサ線  (ferrovia Caserta - Aversa) は、アヴェルサ上部のフォルミア経由ローマ行きとカゼルタ付近でカッシーノ経由ローマ行きを繋ぐ連絡路線の一種と考えられている。路線は州内列車にも使われ、インテルチティや急行も利用し、他にもナポリを通過せずにフォルミア経由でカゼルタに向かう（逆方向も）貨物列車も利用する。
路線はすべて電化され複線である。カゼルタ駅とアヴェルサ駅の他に3つの駅がある。

## 沿線、駅と停車場
|  |  | フォッジャ行き路線/ナポリ行き路線 |
|  |  | カゼルタ                          |
|  |  | ローマ行き路線                    |
|  |  | レカーレ                          |
|  |  | マルチャニーゼ                    |
|  |  | グリチニャーノ＝テヴェローラ      |
|  |  | ローマ行き路線                    |
|  |  | アヴェルサ                        |
|  |  | ナポリ行き路線                    |